# Pyhäjärvi (sjö i Finland, Nyland)
Pyhäjärvi är en sjö i Högfors stad i Finland.   Den ligger i landskapet Nyland, i den södra delen av landet, 60 km nordväst om huvudstaden Helsingfors. Pyhäjärvi ligger 72,6 meter över havet. I omgivningarna runt Pyhäjärvi växer i huvudsak blandskog. Arean är 1,4 kvadratkilometer och strandlinjen är 6,12 kilometer lång. Sjön  ingår i Karisåns huvudavrinningsområde. 